# ماك ويليامسون
ماك ويليامسون (بالإنجليزية: Mac Williamson)‏ هو لاعب كرة قاعدة أمريكي، ولد في 15 يوليو 1990 في جاكسونفيل في الولايات المتحدة.

## وصلات خارجية
- ماك ويليامسون على موقع دوري كرة القاعدة الرئيسي (الإنجليزية)
- ماك ويليامسون على موقع دوري كوريا الجنوبية لكرة القاعدة (الإنجليزية)
- ماك ويليامسون على موقعبيزبول رفرنس.كوم (الدوري الرئيسي) (الإنجليزية)
- ماك ويليامسون على موقعبيزبول رفرنس.كوم (الدوري الثانوي) (الإنجليزية)
- ماك ويليامسون على موقع إي إس بي إن.كوم (أم.أل.بي) (الإنجليزية)
- ماك ويليامسون على موقع مشجعي الرسوم البيانية (الإنجليزية)